# Wayne Mardle
Wayne Mardle (Dagenham, Londen, 10 mei 1973) is een Engelse darter die actief is binnen de PDC. In het verleden kwam hij uit voor de BDO. Mardle woont in Romford, Essex.
Mardle begon met darten toen hij elf jaar oud was, toen hij van zijn vader mee mocht spelen. Al snel werd hij beter dan zijn vader en begon hij mee te doen aan lokale wedstrijden. Zijn eerste overwinning in een toernooi was hij op zijn dertiende verjaardag in een pub genaamd "The Double Top" in 1986.
In 1998 begon Mardle met het dragen van 'Hawaï-shirts'. Hij bleef dit in de daaropvolgende jaren volhouden. In 2000 kreeg hij daarom de bijnaam Hawai 5-0-1. Mardle heeft de bijnaam The Mouth from the South, omdat hij nogal eens een harde kreet wil slaken wanneer een pijl niet helemaal naar wens in het bord belandt. In 2000 won hij de Dutch Open van Mervyn King met 4-1.
Mardle klom tot de vijfde plek op de wereldranglijst en bereikte in zowel 2004, 2005 als 2006 de halve finale van de Ladbrokes World Darts Championship. In 2006 moest hij in de halve finale tegen Phil Taylor. Na een 3-0-achterstand in sets kwam Mardle met 4-3 voor en had hij een aantal pijlen om op een 5-3-voorsprong te komen. Deze miste hij en Taylor kwam terug tot 4-4. Daarna kwam Mardle met 5-4 voor, maar wederom trok Taylor de stand gelijk om vervolgens de beslissende set te winnen. In 2004 en 2005 bereikte Mardle de finale van de Las Vegas Desert Classic. Ook hier moest hij beide keren het onderspit delven tegen Taylor.
Mardle trouwde Donna op 2 juli 2002. In december 2024 overleed zijn vrouw Donna na een kort ziekbed.  
In 2006 publiceerde Mardle zijn boek getiteld "Hawaii 501 - Life As A Darts Pro", waarin hij chronologisch leuke alsook minder leuke gebeurtenissen uit zijn leven beschrijft als een professionele darter in 2005.
Sinds 2011 is Mardle commentator en analist voor Sky Sports bij dartwedstrijden van de PDC.

## Resultaten op Wereldkampioenschappen

### BDO
- 2000: Laatste 32 (verloren van Matt Clark met 1-3)
- 2001: Halve finale (verloren van John Walton met 3-5)
- 2002: Kwartfinale (verloren van Colin Monk met 4-5)

### PDC
- 2003: Laatste 16 (verloren van Phil Taylor met 3-5)
- 2004: Halve finale (verloren van Phil Taylor met 2-6)
- 2005: Halve finale (verloren van Mark Dudbridge met 4-6)
- 2006: Halve finale (verloren van Phil Taylor met 5-6)
- 2007: Laatste 64 (verloren van Alan Caves met 2-3)
- 2008: Halve finale (verloren van Kirk Shepherd met 4-6)
- 2009: Laatste 16 (verloren van Co Stompé met 0-4)
- 2010: Laatste 64 (verloren van Jyhan Artut met 0-3)

## Resultaten op de World Matchplay
- 2003: Runner-up (verloren van Phil Taylor met 12-18)
- 2004: Laatste 32 (verloren van Mark Dudbridge met 5-10)
- 2005: Kwartfinale (verloren van Peter Manley met 14-16)
- 2006: Kwartfinale (verloren van Andy Hamilton met 9-16)
- 2007: Laatste 16 (verloren van Roland Scholten met 6-13)
- 2008: Halve finale (verloren van James Wade met 5-17)
- 2009: Laatste 16 (verloren van Vincent van der Voort met 6-13)